# En quarantaine 2
Pour les articles homonymes, voir Quarantaine (homonymie).
Série
En quarantaine
(2008)
Pour plus de détails, voir Fiche technique et Distribution.
En quarantaine 2 (Quarantine 2: Terminal) est un film américain réalisé par John Pogue, sorti en 2011. Il s'agit de la suite de En quarantaine (2008), lui-même remake du film espagnol REC sorti en 2007. Le film développe cependant une intrigue différente des films précités et n'est pas filmé en found footage.
Le film est présenté en avant-première au festival international du film fantastique de Gérardmer 2011. Il sort directement en vidéo dans la plupart des pays.

## Synopsis
À l'aéroport de Los Angeles, des passagers embarquent pour un vol à destination d'Atlanta. L'un des passagers, Ralph Bundt, devient très violent et tente d'entrer dans le cockpit. Il semble très malade avec des syndromes s'apparentant au virus de la rage. L'avion doit alors effectuer un atterrissage d'urgence. Une hôtesse de l'air plutôt inexpérimentée, Jenny, va alors tenter d'assurer la sécurité des autres passagers. Alors que l'avion atterrit, elle va vite se rendre compte que l'appareil et les passagers ont été mis en quarantaine.

## Fiche technique
Sauf indication contraire, les informations mentionnées dans cette section peuvent être confirmées par la base de données cinématographiques IMDb,  présente dans la section « Liens externes ».
- Titre français et québécois : En quarantaine 2
- Titre original : Quarantine 2: Terminal
- Réalisation et scénario : John Pogue
- Direction artistique : John Gorman
- Décors : Hannah Beachler
- Costumes : Sekinah Brown
- Photographie : Matthew Irving
- Montage : William Yeh
- Production : Sergio Aguero, Marc Bienstock, Doug Davison et Roy Lee

Producteur associé : Nicolas Stern
Producteurs délégués : Rui Costa Reis, Richard Goldberg, Marc Greenberg et Eliad Josephson
- Sociétés de production : Third Street Pictures, RCR Media Group, Andale Pictures, Lightning Entertainment, Stage 6 Films et Vertigo Entertainment
- Distribution : Sony Pictures Entertainment
- Pays de production :  États-Unis
- Genre : horreur, science-fiction
- Durée : 86 minutes
- Format : couleur - 1.78:1
- Dates de sortie[2] :
  -  France : 27 janvier 2011 (festival international du film fantastique de Gérardmer)
  -  États-Unis : 17 juin 2011 (sortie limitée en salles)
  -  États-Unis : 2 aout 2011 (en vidéo)

## Distribution
- Mercedes Mason (VF : Olivia Nicosia) : Jenny
- Mattie Liptak (VF : Nathanel Alimi) : George
- Josh Cooke (VF : Alexis Victor) : Henry
- George Back (VF : Jerome Pauwels) : Ralph Bundt
- Noree Victoria (VF : Nathalie Bienaimé) : Shilah Washington
- Ignacio Serricchio : Ed Ramirez
- Phillip Devona (VF : Fabien Jacquelin) : Niall Britz
- Julie Gribble : Susan Britz
- Tyler Kunkle : Hvorst
- Erin Aine Smith : Nicca
- Sandra Lafferty : Louise Tredwell
- Lamar Stewart : Preston
- Tom Thon : Doc Stevens
- Lynn Cole (VF : Cathy Cerdà) : Bev Stevens
- Bre Blair (VF : Anne Massoteau) : Paula

## Production
Le film fait suite à En quarantaine (2008), lui-même remake du film espagnol REC sorti en 2007. Ce second film n'est pour autant pas un remake de Rec 2 (2009).
Le tournage a lieu dans le Nevada (Las Vegas), en Géorgie (Griffin) ainsi qu'à l'aéroport international de Los Angeles.

## Accueil
Le film reçoit des critiques assez positives. Sur l'agrégateur américain Rotten Tomatoes, il récolte 75% d'opinions favorables pour 8 critiques et une note moyenne de 5,42⁄10.
Certains critiques soulignent la qualité des effets spéciaux et le suspense, mais pointent du doigt de manque d'originalité et le faible développement des personnages.